# Romain Nadal
Romain Nadal (19 de mayo de 1968) es un diplomático francés. Desde agosto de 2023, se desempeña como Embajador de Francia en Argentina.

## Carrera
Hijo de Marie-Francoise Matouk y Gérard Nadal, catedrático de español. Antiguo alumno del "lycée Daudet", de la ciudad de Nîmes donde pasó su infancia. Nadal es licenciado en derecho y posee un diploma del Instituto de Estudios Políticos de París. Habla inglés y español.
Fue redactor a cargo del derecho internacional y europeo del medio ambiente ante la dirección de asuntos jurídicos del Ministerio de Asuntos Exteriores de Francia desde 1995 hasta 1999. Entre 1999 y 2002, fue consejero diplomático y de defensa ante el presidente de la Asamblea Nacional de Francia. Años después pasa a ser jefe de misión de la modernización en el Ministerio de Asuntos Exteriores de 2005 a 2008
Entre 2008 y 2011 se desempeñó como subdirector de prensa y portavoz adjunto del Ministerio de Asuntos Exteriores de Francia. Entre 2012 y 2013 ejerció como portavoz diplomático ante la Presidencia de la República, y seguido de 2013 a 2017 trabajó como portavoz director de comunicación y prensa del Ministerio de Asuntos Exteriores de Francia. 
En embajadas, desempeño como segundo secretario de la Embajada de Francia en España. Entre 2017 y 2023 ocupó el cargo de embajador de Francia en Venezuela en sustitución de Frédéric Desagneaux. En 2023 es nombrado embajador en la República Argentina en reemplazo de la Sra. Claudia Scherer-Effosse.

## Condecoraciones
- Caballero de la Legión de Honor